# Mālpura
Mālpura är en ort i Indien.   Den ligger i distriktet Tonk och delstaten Rajasthan, i den centrala delen av landet, 300 km sydväst om huvudstaden New Delhi. Mālpura ligger 326 meter över havet och antalet invånare är 28 600.
Terrängen runt Mālpura är platt. Runt Mālpura är det ganska tätbefolkat, med 155 invånare per kvadratkilometer. Det finns inga andra samhällen i närheten. Trakten runt Mālpura består till största delen av jordbruksmark.